# Felice Giordano
Felice Giordano, né à Turin le 6 janvier 1825 et mort à Vallombrosa le 16 juillet 1892, est un ingénieur, géologue et alpiniste italien du XIXe siècle.

## Biographie
Felice Giordano, né à Turin le 6 janvier 1825, est l'un des principaux représentants italiens de l'âge d'or de l'alpinisme.
Ingénieur et géologue, il joue un rôle important dans l'organisation d'un service géologique dans le royaume d'Italie et dans la fondation de la Société géologique italienne. 
En 1863, avec Quintino Sella et Bartolomeo Gastaldi, il cofonde le Club alpin italien. 
Il est l'un des protagonistes de la première ascension du Cervin. Il convainc le guide italien Jean-Antoine Carrel que la première de ce sommet emblématique revient exclusivement à l'Italie et, pour cette raison, le pousse à renoncer à son association avec l'anglais Edward Whymper. Ce dernier se tourne alors vers des guides suisses et français avec qui il conquiert le Cervin côté suisse par l'arête du Hörnli. Trois jours plus tard, Giordano met sur pied l'expédition italienne qui allait vaincre le Cervin par la voie de l'arête du Lion, côté italien.
Plusieurs films tels que L'Appel de la montagne et Le Défi, retracent cet épisode où apparaît le rôle joué par Giordano 

## Ascensions
- 1864 : Mont Blanc par le mont Blanc du Tacul et le mont Maudit (deuxième ascension) avec Julien Grange, Jean-Marie Perrod et Henri Gratien.
- 1868 : Cervin par l'arête du Lion et descente par l'arête du Hörnli (deuxième traversée) avec Jean-Antoine Carrel et Jean Maquignaz.